# 약속해줘!
약속해줘!(Zavet, Promise Me This)는 프랑스에서 제작된 에미르 쿠스투리차 감독의 2007년 코미디, 드라마, 멜로/로맨스 영화이다. 우로스 밀로바노빅 등이 주연으로 출연하였고 에미르 쿠스투리차 등이 제작에 참여하였다.

## 출연

### 주연
- 우로스 밀로바노빅
- 마리아 페트로뇨빅
- 알렉산다르 베르섹
- 릴리아나 블라고예비치

### 조연
- 미키 마뇰로비치
- 스트리버 쿠스투리카